# Amphoe Wang Nam Khiao
Amphoe Wang Nam Khiao (Thai: อำเภอ วังน้ำเขียว) ist ein Landkreis (Amphoe – Verwaltungs-Distrikt) im Süden der Provinz Nakhon Ratchasima. Die Provinz Nakhon Ratchasima liegt in der Nordostregion von Thailand, dem so genannten Isan. 

## Geographie
Amphoe Wang Nam Khiao grenzt an die folgenden Landkreise (von Norden im Uhrzeigersinn): an die Amphoe Pak Thong Chai und Khon Buri in der Provinz Nakhon Ratchasima, an die Amphoe Na Di und Prachantakham der Provinz Prachin Buri, sowie an die Amphoe Pak Chong und Sung Noen wiederum in Nakhon Ratchasima.

## Geschichte
Wang Nam Khiao wurde am 1. April 1992 zunächst als „Zweigkreis“ (King Amphoe) eingerichtet, indem die vier Tambon Wang Nam Khiao, Wang Mi, Udom Sap und Raroeng vom Amphoe Pak Thong Chai abgetrennt wurden. Am 5. Dezember 1996 wurde er offiziell zum Amphoe heraufgestuft.

## Verwaltung

### Provinzverwaltung
Der Landkreis Wang Nam Khiao ist in fünf Tambon („Unterbezirke“ oder „Gemeinden“) eingeteilt, die sich weiter in 83 Muban („Dörfer“) unterteilen.
| Nr. | Name           | Thai     | Muban | Einw.  |
| --- | -------------- | -------- | ----- | ------ |
| 1.  | Wang Nam Khiao | วังน้ำเขียว | 19    | 10.060 |
| 2.  | Wang Mi        | วังหมี     | 22    | 09.429 |
| 3.  | Raroeng        | ระเริง    | 14    | 05.909 |
| 4.  | Udom Sap       | อุดมทรัพย์  | 17    | 11.366 |
| 5.  | Thai Samakkhi  | ไทยสามัคคี | 11    | 06.771 |

### Lokalverwaltung
Es gibt eine Kommune mit „Kleinstadt“-Status (Thesaban Tambon) im Landkreis:
- San Chao Pho (Thai: เทศบาล ตำบลศาลเจ้าพ่อ), bestehend aus Teilen der Tambon Wang Nam Khiao und Thai Samakkhi.

Außerdem gibt es fünf „Tambon-Verwaltungsorganisationen“ (องค์การบริหารส่วนตำบล – Tambon Administrative Organizations, TAO):
- Wang Nam Khiao (Thai: องค์การบริหารส่วนตำบลวังน้ำเขียว)
- Wang Mi (Thai: องค์การบริหารส่วนตำบลวังหมี)
- Raroeng (Thai: องค์การบริหารส่วนตำบลระเริง)
- Udom Sap (Thai: องค์การบริหารส่วนตำบลอุดมทรัพย์)
- Thai Samakkhi (Thai: องค์การบริหารส่วนตำบลไทยสามัคคี)